# Баумкухен

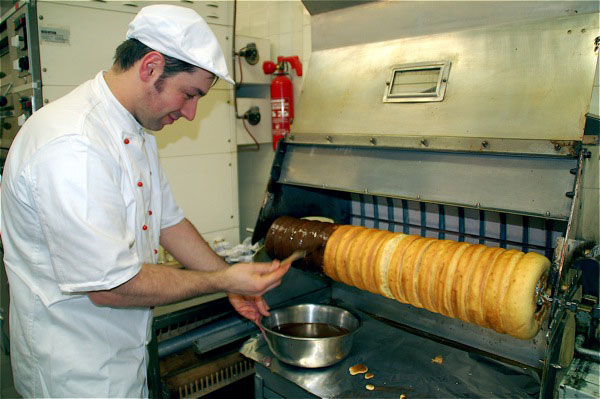
Покрытие баумкухена глазурью

Баумку́хен (нем. Baumkuchen — «дерево-пирог», «древесный пирог») — особый вид выпечки, традиционный для Германии. Срез баумкухена напоминает спил дерева с годовыми кольцами, откуда он и получил своё название. Такой эффект даёт особая технология выпечки — деревянный валик окунается в жидкое тесто, подрумянивается, затем снова окунается в тесто и снова подрумянивается, и так несколько раз.

## История создания
Доподлинно неизвестно, кто первым изобрёл баумкухен, но уже в поварской книге Марии-Софии Шельхаммер из Киля, изданной в 1692 году, было опубликовано четыре его рецепта. В XVIII веке он в первый раз получил признание. В 1745 году князь Ханс Отто II во время посещения Кронсберга отведал баумкухен, который ему подала Марта Пфаль, хозяйка местного трактира. Этот торт настолько понравился графу, что он поручил трактирщице регулярно доставлять его к графскому столу.
Баумкухен в современном его виде придумал Эрнст-Август Гардес, служивший шеф-поваром у графа Шведтского и, позднее, у Фридриха Вильгельма II. В конце XVIII века Гардес переселился из Берлина в Зальцведель, где с большим
успехом возглавил ресторанное заведение, расположенное в подвале Новой Ратуши. Внучка Гардеса Луиза Ленц отыскала рецепт деда и с большим энтузиазмом приступила к выпечке баумкухена. В 1841 года история с пирожным повторяется — королю Фридриху Вильгельму IV, посетившему Зальцведель, баумкухен, изготовленный Луизой Ленц, также понравился. Король его взял с собой для своей супруги. В итоге он удостаивается титула «королевского торта», а за присланный к рождеству баумкухен Луиза Ленц получила роскошный сервиз королевской мануфактуры.
Вскоре Луиза Ленц стала доставлять свой «королевский торт» и в другие метрополии, такие как Вена и Санкт-Петербург. Сам же город Зальцведель окрестили родиной баумкухена.
В современной Германии баумкухен продаётся в магазинах в предновогоднее время — он стал традиционной рождественской выпечкой.
Существует литовский вариант такой выпечки, шакотис, отличающийся тем, что тесто при его нанесении слегка стекает и образует подобие веточек или сосулек.

## Во всём мире
Австрия — баумкухен известен как прюгелькрапфен.
Чехия — популярен под названием трдельник.
Франция — gâteau à la broche.
Люксембург — баамкух стал традиционным блюдом, которое подают в основном по особым случаям, таким как свадьбы, крестины и т.д. Тем не менее, торт доступен круглый год в некоторых супермаркетах.
Польша — известен как сенкач.
Литва — шакотис или рагуолис (bankuchenas, как его называют в Западной Литве, само слово — заимствованное из немецкого baumkuchen) — похожий торт, который также готовится на вертеле, обычно на открытом огне.
Швеция — спеттекака с охраняемым географическим указателем (PGI), зарегистрированным ЕС.
Венгрия и Румыния — кюртёшкалач, похожий торт, также приготовленный на вертеле.
Словакия — скалицкий трделник с охраняемым географическим указателем (PGI), зарегистрированным в ЕС.
Турция — макара татлыси, это похожий торт, который также готовится на вертеле.
Индонезия — Spekkoek (kue lapis legit или spekuk） был разработан в колониальные времена в голландской Ост-Индии. Текстурированный торт является индонезийским (голландско-индонезийским) вариантом европейского многослойного пирога на вертеле.